# Convolvulus chilensis
Convolvulus chilensis är en vindeväxtart som beskrevs av Christiaan Hendrik Persoon. Convolvulus chilensis ingår i släktet vindor, och familjen vindeväxter. Inga underarter finns listade i Catalogue of Life.

## Bildgalleri

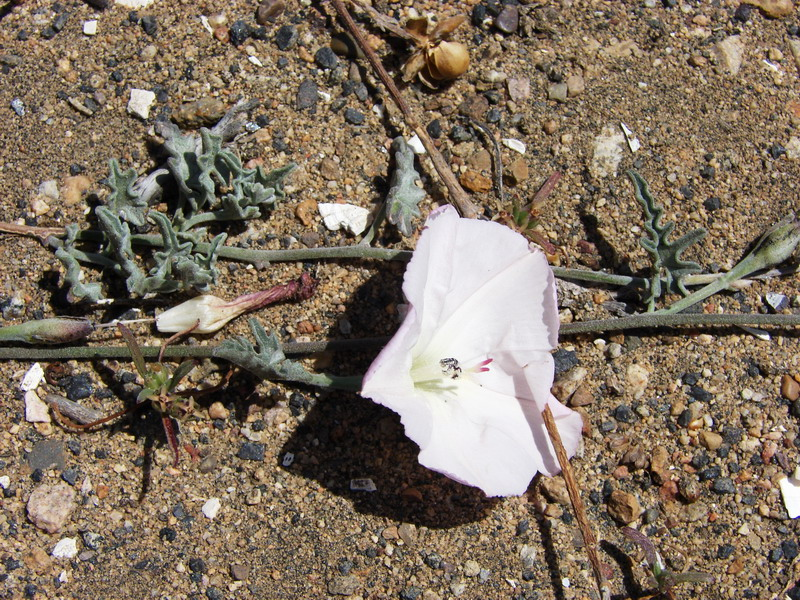